# Clinton (Nueva Zelanda)
Clinton es una pequeña localidad en Otago, en la Isla Sur de Nueva Zelanda. Se encuentra situado en la Autopista Estatal 1, a medio camino entre Balclutha y Gore. La Línea Férrea Principal de la Isla Sur atraviesa la localidad. 
Clinton recibe su nombre del 5º Duque de Newcastle, Henry Pelham-Clinton, antiguo Secretario de Estado para las Colonias del Reino Unido.